# Ворона серамська
Ворона серамська (Corvus violaceus) — вид горобцеподібних птахів родини воронових (Corvidae).

## Поширення
Ендемік Індонезії. Поширений на островах Серам та Амбон на півдні Молуккських островів (ймовірно, вид також присутній на сусідньому острові Буру). Середовищем існування цих птахів є дощовий тропічний ліс, як основний, так і вторинний. Протягом дня ці птахи також вилітають на відкриті території, плантації та фруктові сади в пошуках їжі.

## Опис
Птах завдовжки 40-43 см. Тіло з невеликою округлою головою з сильною шиєю і подовженим і загостреним дзьобом, злегка загнутим донизу: крила пальчасті, ноги сильні, а хвіст досить короткий і з квадратним кінчиком. Оперення чорне по всьому тілу, темніше на голові, крилах і хвості та більш невиразне та з розпливчастим блакитним відтінком на плечах, грудях і животі. Дзьоб і ноги чорні, а очі темно-карі.